# 高燿
高燿（1514年—1598年），字子潛，號熙斋，直隸保定府清苑縣人，明朝政治人物。

## 生平
嘉靖十三年（1534年）甲午科順天府鄉試第一百十六名舉人，嘉靖十四年（1535年）乙未科會試第七十名，廷試二甲第十四名進士。初授工部主事，歷吏部文选司郎中，二十一年八月升太仆寺少卿，丁忧归。二十九年三月，除服阕太仆寺少卿高耀原职。二十九年五月，升官太僕寺卿，三十年九月，改任光禄寺卿，因少卿馬從謙案，出为河南布政司左参政，三十二年十一月升南京太仆寺卿，三十三年十二月升順天府府尹，三十五年二月升南京户部右侍郎、总督南京粮储，三月改任户部右侍郎、总督仓场督理西苑农事，三年任满，蔭子高垣为国子生。三十九年三月升为本部左侍郎，四月升官戶部尚書，隆慶元年（1567年）被令致仕，又以考察閑住，卒年八十五。

## 家族
曾祖高安，曾任閘官；祖父高仲章；父高顯宗，曾任監生。母季氏。重庆下。弟高燦（？—1594年），字子含，號弘斋，官河東陕西都轉運盐使司判官。